# Ptilogyna (Plusiomyia) mathesonae
Ptilogyna (Plusiomyia) mathesonae is een tweevleugelige uit de familie langpootmuggen (Tipulidae). De soort komt voor in het Australaziatisch gebied.